# Jennifer Doudna
Jennifer Anne Doudna (Washington DC, 19 de febrer de 1964) és una investigadora bioquímica nord-americana, Premi Nobel de Química de 2020 arran del desenvolupament d'un mètode per a l'edició genètica. Professora de química de la Universitat de Califòrnia a Berkeley, ha centrat els seus treballs en l'estudi de la cristal·lització de grans molècules d'àcid ribonucleic (ARN) i en el desenvolupament d'un mètode per a l'edició del genoma.

## Formació i recerca
Estudià química al Pomona College de Claremont (Califòrnia), on va obtenir el títol de Bachelor of Arts, i bioquímica a la Universitat Harvard, on es doctorà el 1989 amb un estudi dirigit per Jack W. Szostak sobre els ribosomes, un tipus d'ARN que ajuda a catalitzar les reaccions químiques de les proteïnes. La seva aportació arribava en el moment just, quan hi havia molts investigadors estudiant la funció de les molècules dins de les cèl·lules. Posteriorment realitzà el seu treball postdoctoral a la Universitat de Colorado a Boulder.
El 1994 va esdevenir professora ajudant de la Universitat Yale i el 2003 professora de Bioquímica i Biologia Molecular de la Universitat de Califòrnia a Berkeley. En poder accedir a les instal·lacions del Laboratori Nacional de Lawrence Berkeley, tingué possibilitat de treballar amb el sincrotró i aprofundir en l'estudi de la complexa estructura de les proteïnes i altres molècules. D'aquesta manera, va expandir enormement el seu coneixement i la seva aportació a la comunitat científica.

## Descoberta científica
Al 2012, en establir la col·laboració amb Emmanuelle Charpentier després de descobrir que treballaven en el mateix camp, van publicar un article a Science que esdevingué una fita en el camp de la genètica molecular; hi mostraven el procés que té lloc quan els bacteris són envaïts per segona vegada per un virus, un procés en el qual es produeix la destrucció de l'ADN viral per mitjà d'una proteïna anomenada CAS9. Aquesta descoberta obria un enfocament completament nou per a l'edició del genoma, perquè oferia una tècnica per eliminar o afegir ADN en ubicacions concretes i fer canvis específics en les seqüències d’ADN d’una manera molt més senzilla i eficient.
En poder alterar l’ADN s'obria el camí per modificar el genoma amb finalitats mèdiques, com ara corregir defectes genètics. I ja constitueix una tecnologia que s'aplica en laboratoris de tot el món per a desenvolupar nous tractaments biomèdics.

## Premis i guardons
- 2014 Premi Lurie en Ciències Biomèdiques de la Fundació per als Instituts Nacionals de Salut dels Estats Units.
- 2014 Premi Dr. Paul Janssen per a Investigació Biomèdica i el Premi en Innovació en Ciències de la Vida, compartits tots dos amb Emmanuelle Charpentier.
- 2015 Va ser nomenada entre les 100 persones més influents del món a la revista Time, amb Emmanuelle Charpentier.
- 2015 Premi Princesa d'Astúries d'Investigació Científica i Tècnica, conjuntament amb Emmanuelle Charpentier.[5]
- 2015 Premi Gruber en Genètica, amb Emmanuelle Charpentier.
- 2016 Premi Fundació BBVA Fronteres del Coneixement conjuntament amb Emmanuelle Charpentier i Francisco M. Mojica.
- 2016 Premi Internacional Canadá Gairdner.[3]
- 2016 Premi L'Oréal - UNESCO per a les dones i la ciència.[6]
- 2020 Premi Wolf en Medicina amb Emmanuelle Charpentier.[7]
- 2020 Premi Nobel de Química, conjuntament amb Emmanuelle Charpentier, «pel desenvolupament d'un mètode per a l'edició genètica».[8]